# Zacualtipán, Chiapas
Zacualtipán är en ort i Mexiko.   Den ligger i kommunen Maravilla Tenejapa och delstaten Chiapas, i den sydöstra delen av landet, 900 km öster om huvudstaden Mexico City. Zacualtipán ligger 300 meter över havet och antalet invånare är 389.
Terrängen runt Zacualtipán är huvudsakligen kuperad, men den allra närmaste omgivningen är platt. Runt Zacualtipán är det ganska glesbefolkat, med 30 invånare per kvadratkilometer. Närmaste större samhälle är Santo Domingo de las Palmas, 6,3 km söder om Zacualtipán. I omgivningarna runt Zacualtipán växer i huvudsak städsegrön lövskog.